# Berni Hernández
Bernardo Hernández Arencibia, es un jugador de baloncesto español, que ocupa la posición de base. (Las Palmas de Gran Canaria, Canarias, España, 8 de abril de 1975). Es el hermano de la jugadora de baloncesto Patricia Hernández y tío de Lucas Langarita. Se retiró en el equipo Canary Basketball Academy (CBA) que juega en Adecco plata, tercera categoría del baloncesto nacional.

## Trayectoria
Cantera Salesianos Las Palmas.
- 1993-94 Segunda División. Gran Canaria.
- 1994-95 EBA  Gran Canaria.
- 1995-01 ACB CB Gran Canaria.
- 2001-03 ACB Baloncesto Fuenlabrada.
- 2003-08 ACB Lucentum Alicante.
- 2008-09 ACB Ricoh Manresa.
- 2008-09 LEB Lucentum Alicante.
- 2009-13 EBA CB Dominicas La Palma.
- 2013-14 EBA CB Santa Cruz.
- 2014-15 LEB Plata  Canarias Basketball Academy.